# Fredrik Vetterlund

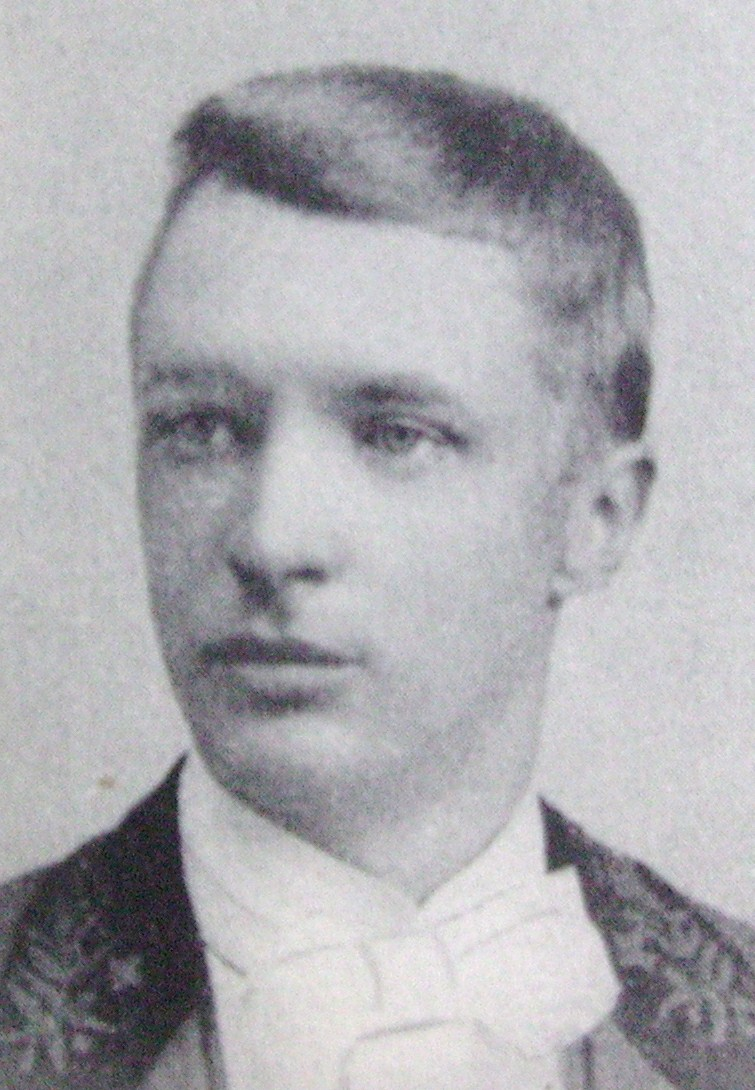
Fredrik Vetterlund

Fredrik Mauritz Vetterlund (* 10. Oktober 1865 in Halmstad; † 24. November 1960) war ein schwedischer Schriftsteller, Literaturforscher und Literaturkritiker.

## Leben
Vetterlund wurde 1900 Doktor der Philosophie an der Universität Lund und war von 1902 bis 1910 Dozent des Fachbereiches Ästhetik. Von 1911 bis 1918 arbeitete er an der Universität Stockholm. Parallel dazu war er seit 1903 als Literaturkritiker für die Zeitung Aftonbladet tätig.
In seinen Essays behandelt er die schwedische Neuromantik, vor allem Gedichte Per Daniel Amadeus Atterboms. Seine eigenen Gedichte wurden als weich und träumerisch charakterisiert.

## Werke
| - Romantisk mystik, 1894 - Anna A. och hennes lyrik, 1895 - Atterbom före Upsalatiden (1790-1805), 1895 - I dagens stunder, 1896 - Atterboms sagospel Fågel blå, 1900 - Studier och dikter, 1901 - Bernhard Berenson, 1902 - Lifsgryning, 1906 - Från nyromantikens dagar, 1907 - Tidiga ungdomsår, 1907 - I gråbergsland och andra dikter, 1909 - Sommar och september, 1911 - Vayaha, 1912 - Romantisk och naturalistisk romantik, 1912 | - A.T. Gellerstedt, 1914 - Voltaire som fordringsägare till en furste och ett nyfunnet voltairebrev, 1914 - Skissblad om poeter, 1914 - Till Nils Flensburg 22/4 1915, 1915 - Raderingar och novelletter, 1916 - Skuggornas sal, 1916 - Helg, 1917 - Genom åren, 1920 - Romantik, 1920 - Slutuppgörelsen med poesien i Lycksalighetens ö, 1920 - Sägnen om Lycksalighetens ö bakom Atterboms sagospel, 1921 - Thuledagrar, 1922 - Hugskott och glimtar, 1924 - Miniatyrer på prosa, 1926 | - Valdemar Vedel, 1926 - Ur portföljen, 1927 - Min gymnasistvän, 1928 - Sigfrid Siwertz, 1929 - Ödesstjärnor, 1930 - Love Almqvists poetiska exotism, 1930 - Kantat vid invigningen av den nya byggnaden för Hallands museum, 1933 - Romantiskt 1800-tal, 1934 - Bortom de blå bergen, 1942 - Fredriksdal, 1943 - Gyllne söndag, 1944 - Noveletter och miniatyrer, 1946 - Ur livets stämningsmelodi, 1948 - Omkring ett par brev av Carl Snoilsky, 1948 - Fredrik Vetterlund, 1962 |

## Preise und Auszeichnungen
- Großer Preis der Neun 1925